# Emblema della Repubblica Socialista Sovietica Georgiana
L'emblema della Repubblica Socialista Sovietica Georgiana fu ufficialmente adottato dal Soviet Supremo della Repubblica Socialista Sovietica Georgiana il 20 maggio del 1921, ed utilizzato, con diverse variazioni, come stemma ufficiale dello stato (repubblica costituente dell'Unione Sovietica) fino al 14 novembre 1990.

## Simbologia
ispirato a quello dell'Unione Sovietica, lo stemma della RSS Georgiana si caratterizza per la presenza di simboli tipici dell'araldica socialista: la falce e martello posta al centro (sebbene in una forma grafica inusuale, con l'angolo fra i due oggetti più ampio che in altre versioni) ad indicare il comunismo, la stella rossa a cinque punte, indicante la vittoria del socialismo in tutti e cinque i continenti, i raggi del sole a simboleggiare il mondo futuro, dominato dal proletariato.
Compaiono inoltre delle spighe di grano e dei tralci di vite con un grappolo d'uva, poste sulla base dell'emblema. È probabile che la presenza di questi elementi sia derivata dall'emblema della Repubblica Socialista Federativa Sovietica Transcaucasica, da cui la RSS Georgiana fu parte fino al 1936. Ulteriore riferimento al territorio tipico georgiano è la catena montuosa del Caucaso, che si intravede in forma stilizzata sullo sfondo.
Il bordo interno dell'emblema è bianco e riporta il motto sovietico Proletari di tutti i paesi, unitevi!, nelle due forme in lingua georgiana (პროლეტარებო ყველა ქვეყნისა, შეერთდით!, traslitterato: P’rolet’arebo q’vela kveq’nisa, sheertdit!) e russo (Пролетарии всех стран, соединяйтесь!, trasl. Proletarii vsekh stran, soyedinyaytes′!). Ulteriore scritta presente è l'acronimo della RSS Georgiana riportato nei caratteri della lingua locale.
A caratterizzare ulteriormente l'emblema, un bordo dal particolare disegno (ispirato alla tradizione dell'arte georgiana).

## Storia

La prima versione dello stemma sovietico della Georgia, adottato nel periodo 1921-22

Un primo emblema della Repubblica Sovietica di Georgia venne ideato nel 1921, nel momento della costituzione dello stato. Sebbene l'elemento grafico centrale fosse lo stesso delle versioni più tarde, esso era caratterizzato dalla particolare forma stellata del bordo esterno.
Nel 1922 la RSS Georgiana venne accorpata nella nuova Repubblica Socialista Federativa Sovietica Transcaucasica, di cui assunse l'emblema come ufficiale. Tale unione perdurò fino al 1936, quando, con la riacquistata autonomia, il Soviet Supremo del Partito Comunista della Georgia adottò nuovamente l'emblema del 1922, variandone il bordo in uno con forma rotonda. L'acronimo in lingua georgiana indicante il nome dello stato fu aggiunto in una successiva modifica approvata il 18 giugno del 1981.
Con il crollo dell'URSS l'emblema sovietico venne abbandonato e sostituito, l'11 dicembre 1990, con il vecchio emblema della Repubblica Democratica di Georgia, lo stato predecessore della repubblica di matrice sovietica.